# Општина Зетеа (Харгита)
Зетеа (рум. Zetea) општина је у Румунији у округу Харгита.
Oпштина се налази на надморској висини од 766 m.